# Noli (cognome)
Noli è un cognome di lingua italiana.

## Varianti
Il cognome non presenta varianti.

## Origine e diffusione
Cognome tipicamente ligure, è presente prevalentemente nel genovese, in Sardegna e nel senese.
Deriva da Noli, comune italiano, probabilmente paese d'origine dei capostipiti.
In Italia conta circa 628 presenze.

## Persone
- Antonio de Noli – navigatore italiano
- Rosetta Noli – soprano italiano